# とりかへばや物語
『とりかへばや物語』（とりかえばやものがたり）は平安時代後期に成立した物語。作者は不詳。「とりかへばや」（古語）は「取り替えたい」と言う意味である。

## あらすじ
関白左大臣には2人の子供がいた。1人は内気で女性的な性格の男児、もう1人は快活で男性的な性格の女児。父は2人を「取り替えたいなあ」と嘆いており、この天性の性格のため、男児は「姫君」として、女児は「若君」として育てられることとなった。
男装の女児である「若君」は男性として宮廷に出仕するや、あふれる才気を発揮し、若くして出世街道を突き進む。また、女装の男児である「姫君」も女性として後宮に出仕を始める。
その後、「若君」は右大臣の娘と結婚するが、事情を知らない妻は「若君」の親友である宰相中将と通じ、夫婦の仲は破綻する。一方、「姫君」は主君女東宮に恋慕し密かに関係を結んで、それぞれ次第に自らの天性に苦悩し始める。そして、とうとう「若君」が宰相中将に素性を見破られてしまうことで、事態は大きく変化していく。
宰相中将の子を妊娠し、進退窮まった「若君」は、宰相中将に匿われて女の姿に戻り、密かに出産する。一方「姫君」も元の男性の姿に戻り、行方知れずとなっていた「若君」を探し当てて宰相中将の下からの逃亡を手助けする。その後2人は、周囲に悟られぬよう互いの立場を入れ替える。
本来の性に戻った2人は、それぞれ自らの未来を切り開き、関白・中宮という人臣の最高位に至った。

## 成立過程
とりかへばや物語の原型は1180年以前に成立したと考えられているが、その後、後世の手により改作が加えられ、現在の形のものが伝わっている。この経緯については、13世紀初頭に成立した『無名草子』や同世紀後半に成立した『風葉和歌集』の記述から推測可能であり、鈴木弘道らによる考証がなされている。

## 作品の意義
この作品は、男性と女性が入れ替わるという非現実的な設定である反面、2人を中心とする人間関係の描写は現実的かつ重層的であり、現在でも十分に味わい深く鑑賞できる。特に男装の女児である「若君」が宰相中将に素性を知られ身を許してしまうシーンは、本作品のクライマックスの一つでもあり、「ポストモダーン」の知恵を提供してくれるという。この点が、当時書かれた数量に対して現存作品の少ないジャンルであるにもかかわらず、人々へ強い印象を残し、当時、数多く作られた物語の中で本作品を現在まで命脈を保たせる原因となったのであろう。河合隼雄は、著書の中で、日本文学というと「わび」、「さび」など深遠すぎて理解しがたいものだと思っていたが、全く違ったもので、そこで語られる「知恵」は相当に深く、現代でも通用するし、現代でこそ生かしたいほどのものである旨、述べている。河合はのちの1988年のエラノス会議の場で、この作品について発表してみたところ反響が上々で、欧米人にも通用することが分かったと述べている。
また、古くから読み続けられてきた作品ではあるが、近代の一時期批判的に扱われていた。しかし、近年ジェンダーの視点から再評価されている。当時の社会ならではの制約や類型的展開はあるものの、個人的資質と社会的に期待される役割との差異を浮き彫りにする本作品は、ジェンダーという枠を越えて、近代小説に近い重要な要素を持つと言われている。

## 原文・訳注・関連書
- 市古貞次『中世王朝物語全集 第12巻』（笠間書院）
- 大槻修、今井源衛、森下純昭、辛島正雄・校注『新日本古典文学大系26　堤中納言物語　とりかへばや物語』（岩波書店、1992年）
- 川端康成「とりかへばや物語」（『文藝讀物』1948年1〜7,10月号）
- 桑原博史『とりかへばや物語 全訳注1〜4』（講談社学術文庫）
- 田中新一他『新釈とりかへばや』（風間書房）
- 友久武文、西本寮子『とりかへばや（中世王朝物語全集）』（笠間書院）
- 鈴木弘道『とりかへばや物語の研究』（笠間書院）
- 河合隼雄『とりかへばや、男と女』（新潮社）[4]

## 現代語訳・アレンジ
現在手に入るとりかへばや物語の現代語訳としては、中村真一郎によるちくま文庫版、田辺聖子による『とりかえばや物語 (21世紀版・少年少女古典文学館) 』（講談社）や田辺のダイジェスト『古典まんだら』上（新潮社）などが挙げられる。講談社学術文庫版は、原文とともに現代語訳が付されている。
また、氷室冴子の小説『ざ・ちぇんじ!』は、とりかへばや物語を少女小説にアレンジしたものであり、山内直実によって漫画化されている。唐十郎による〈唐版 とりかえばや物語〉『きみと代わる日』（主婦と生活社）も1998年に発行されている。木原敏江は舞台を戦国時代に移し、『プチフラワー』1984年6月号～10月号にて夢の碑シリーズで『とりかえばや異聞』として連載した。これが1987年に宝塚歌劇にてミュージカル・ロマン『紫子（ゆかりこ）』－とりかえばや異聞－として上演された。1999年の∀ガンダムでは月の女王のディアナ・ソレルとキエル・ハイムが入れ替わるというアイデアのモチーフになっている。2010年代に入り、さいとうちほが『とりかえ・ばや』というタイトルで『月刊フラワーズ』にて2012年～2018年まで連載し、全13巻のコミックスとなった。
2016年に公開された新海誠監督のアニメーション映画『君の名は。』は、とりかへばや物語からヒントを得て制作されている。